# Burnt Point (Terre-Neuve-et-Labrador)
Pour les articles homonymes, voir Burnt Point.
Burnt Point est une communauté canadienne située sur l'île de Terre-Neuve dans la province de Terre-Neuve-et-Labrador.  Elle est traversée par la route 70.